# Flower (Gackt-dal)
A Flower Gackt japán énekes kislemeze, mely 2009. július 1-jén jelent meg a Dears kiadónál. A kislemez egy négy kislemezből álló projekt utolsó darabja, visszaszámlálásként Gackt tízéves szólókarrierjének évfordulójára.

## Számlista
| #  | Cím                      | Hossz |
| -- | ------------------------ | ----- |
| 1. | Flower                   |       |
| 2. | In Flames                |       |
| 3. | Flower (instrumental)    |       |
| 4. | In Flames (instrumental) |       |

## Slágerlista-helyezések
| Slágerlista (2009)              | Legmagasabb helyezés |
| ------------------------------- | -------------------- |
| Oricon heti kislemezlista       | 7                    |
| Billboard Japan Hot 100         | 30                   |
| Billboard Japan Top Independent | 1                    |